# Крън
 Тази статия е за града в България.  За средновековната крепост вижте Крън (крепост).  
Крън е град в централната част на България, община Казанлък, област Стара Загора, на 4 километра северно от град Казанлък. По данни на ГРАО към 15 юни 2023 г. в града живеят 3056 души по настоящ адрес и 3391 души по постоянен адрес.

## География
Град Крън се намира в подножието на Стара планина, в долината на Тракийските царе. Крън се намира в полите на планината, близо до немного висок хълм, където преди векове се издигала Крънската крепост, наричана днес „Калето“.
Има насаждения на маслодайни рози и лавандула.

## История
Селището съществува от Античността. Известни са останки от две късноантични църкви. Едната от тях е разположена югозападно от селото, на мястото на днешния път за Казанлък, и е функционирала от края на IV век до края на V век.
През Средновековието Крън е важна за страната военна крепост и мощен град. Бил е център на деспотство, към което са принадлежали земите на днешните общини: Павел баня, Казанлък, Гурково, Николаево. В края на XIII и началото на XIV век там управлява деспот Алдимир, който е брат на цар Георги I Тертер.
По време на турското нашествие затварящият проходите към Северна България град Крън смело се отбранява и дълго време остава непревземаем. Според легендата турците се видели в чудо, докато не прекъснали водопровода, захранващ града. Умиращите от жажда българи били принудени през нощта, когато изгрявала луната, да отворят портите, за да отидат до близкия кладенец. Те знаели, че щом луната изгрее, турците няма да ги нападнат. И наистина ставало така. На турския пълководец се наложило да използва хитрост. Той наредил да бъдат събрани стадата кози от близките села и на рогата им да бъдат завързани запалени свещи. Вечерта стадата били подгонени край планинските била. Като видели светлината, зажаднелите българи решили, че Луната скоро ще изгрее, и отворили портите. Така турците нахлули в града. Въпреки храбрата защита градът бил превзет. Смята се, че някои от гражданите се спасили в близката пещера Мечката. Може би те са основали намиращото се сега наблизо село Асът (блатиста местност) или сегашния град Крън, който е кръстен на легендарната крепост.
Историята на Крън е доста богата. За това повлиява стратегическото положение на селището в центъра на България и в подножието на непроходимия Балкан – там докъдето са стигали пътищата, преминаващи през планинските проходи. Село Асът дава много известни и неизвестни герои. Сред тях е и най-младата опълченка, 15-годишната Станка, изкачила се на връх Шипка с руските войски и български опълченци, за да отстоява свободата на отечеството.
По време на Руско-турската война (1877 – 1878) по нареждане на турския султан селата, през които имало вероятност да преминат руските войски, трябвало да бъдат избити. Така станало и с Асът. Турските войници затворили селяните в един двор с високи дувари (близо до днешната черква) и точели ятаганите, за да ги колят. Сред затворените били предимно майки с деца и възрастни хора – всички, които не могли да избягат в планината. Сред тях била и Станка. Както тя разказва по-късно, селото било спасено само благодарение на настъпващите руски войски. На мястото пристигнал турски конник, който казал: „москов гелди“ – московецът идва. Това било достатъчно – турските войници яхнали конете и избягали. Така селото било спасено.
15-годишното момиче от Крън (Асът) участва в боевете на връх Шипка. На Орлово гнездо тя пренася и превързва ранените, носи джепане и вода на бойците. Среща се очи в очи със смъртта. В сравнение с настъпващата многобройна турска армия на върха, русите и българските опълченци били шепа хора. Както разказва Станка, за да не разберат за това турците, опълченците обикаляли върха, за да създадат впечатлението, че са много. Небето над връх Шипка дни наред било червено от артилерийсия обстрел и пожарите на близките села.
Крън става част от територията на България в 1885 година. Името му е Хасът (Асът) до 21 декември 1906 година.
При избухването на Балканската война един човек от Крън е доброволец в Македоно-одринското опълчение.
Крън е село до 13 октомври 2011 година, когато е обявен за град с решение на Министерския съвет по предложение на кметовете на Крън и на Община Казанлък. Предложението е утвърдено с решение на Общинския съвет на Казанлък и подкрепено от областния управител на област Стара Загора.

## Население
Численост
Численост на населението според преброяванията през годините:
| \| Година на преброяване \| Численост \| \| --------------------- \| --------- \| \| 1934 \| 1342 \| \| 1946 \| 1214 \| \| 1956 \| 1237 \| \| 1965 \| 1500 \| \| 1975 \| 3533 \| \| 1985 \| 3782 \| \| 1992 \| 3682 \| \| 2001 \| 3636 \| \| 2011 \| 3322 \| \| 2021 \| 3023 \| |           |
| Година на преброяване | Численост |
| 1934 | 1342      |
| 1946 | 1214      |
| 1956 | 1237      |
| 1965 | 1500      |
| 1975 | 3533      |
| 1985 | 3782      |
| 1992 | 3682      |
| 2001 | 3636      |
| 2011 | 3322      |
| 2021 | 3023      |

### Преброяване на населението през 2011 г.
Численост и дял на етническите групи според преброяването на населението през 2011 г.:
|                     | Численост | Дял (в %) |
| Общо                | 3322      | 100       |
| Българи             | 2352      | 70,80     |
| Турци               | 350       | 10,53     |
| Цигани              | 82        | 2,46      |
| Други               | 95        | 2,85      |
| Не се самоопределят | 23        | 0,69      |
| Неотговорили        | 420       | 12,64     |

## Забележителности
В града се намира къщата, в която се е родил Цвятко Радойнов. Сега тя е музей, който работи и като хотел. В него е отсядал археологът Георги Китов, докато е проучвал могилите Голяма и Малка Косматка.

## Обществени институции
В града има училище със 140-годишна история. Училището носи името на свети Климент Охридски.
Сградата е нова, има обзаведен компютърен кабинет. Близо до центъра на града е разположено и читалище, в което се намира и библиотеката.
В града има и детска градина – Обединено детско заведение „Лилия“, с 4 групи и яслена група. Децата в ОДЗ са около 120 и има постоянно записване на нови. ОДЗ „Лилия“ е едно от най-големите в общината. Сменена е дограмата, дворът е много добре поддържан, базата се подобрява ежедневно, а педагогическият персонал е с висока квалификация.

## Други
В Крън се намира завод за пружини и завод за преработка на диаманти, който е и единствен в България и на Балканския полуостров.
През 2009 година е възстановен футболният отбор Елтемир, който побеждава отборите от Старозагорска област и е на челните места. От селото са излезли няколко футболисти на Берое, Славия и Лудогорец и двама младежки национали.
През няколко години се издава „История на Крън“.

## Личности
Родени в Крън
- Станка Карабаджакова (1863-1954), опълченка, участвала в боевете на Шипка
- Никола Тенев, български революционер от ВМОРО, четник на Петър Ацев[9]
- Ген. Таньо Дянков (1919-1988), консул на България в Москва и виден обществен деец.